# 왕의물로
왕의물로는 세종특별자치시의 도로중 세종대왕 이 약수를 드셨다는 말에서 따온 도로이다. 고개 반대편의 천안시의 약수로와는 유래한 약수가 다르다.